# Metaphycus brachypterus
Metaphycus brachypterus är en stekelart som först beskrevs av Mercet 1926.  Metaphycus brachypterus ingår i släktet Metaphycus och familjen sköldlussteklar. Inga underarter finns listade i Catalogue of Life.